# Off the Mark
Off the Mark è un film del 1987 diretto da Bill Berry.